# 圣马丹拉索沃泰
圣马丹拉索沃泰（法語：Saint-Martin-la-Sauveté，法語發音：[sɛ̃ maʁtɛ̃ la sovte]）是法国卢瓦尔省的一个市镇，位于该省西部，属于罗阿讷区。

## 地名
法语人名在日常人名译名以及《世界人名翻譯大辭典》、《法语姓名译名手册》等主流人名译名类书籍资料中多译作“马丁”，不过在《世界地名翻译大辞典》、《世界地名译名词典》和《法国地图册》等主流地名译名类书籍资料中多译作“马丹”。

## 地理
圣马丹拉索沃泰（45°49'58"N, 3°55'25"E）面积29.74 平方千米，位于法国奥弗涅-罗讷-阿尔卑斯大区卢瓦尔省，该省份为法国中南部省份，北起顺时针与索恩-卢瓦尔省、罗讷省、伊泽尔省、阿尔代什省、上盧瓦爾省、多姆山省和阿列省接壤。
与圣马丹拉索沃泰接壤的市镇（或旧市镇、城区）包括：瑞雷、阿约、瑟宰、尚波利、格雷佐勒、诺略、圣日耳曼拉瓦勒、圣于连多德、圣马塞尔迪尔费、昂宗河畔韦特尔。
圣马丹拉索沃泰的时区为UTC+01:00、UTC+02:00（夏令时）。

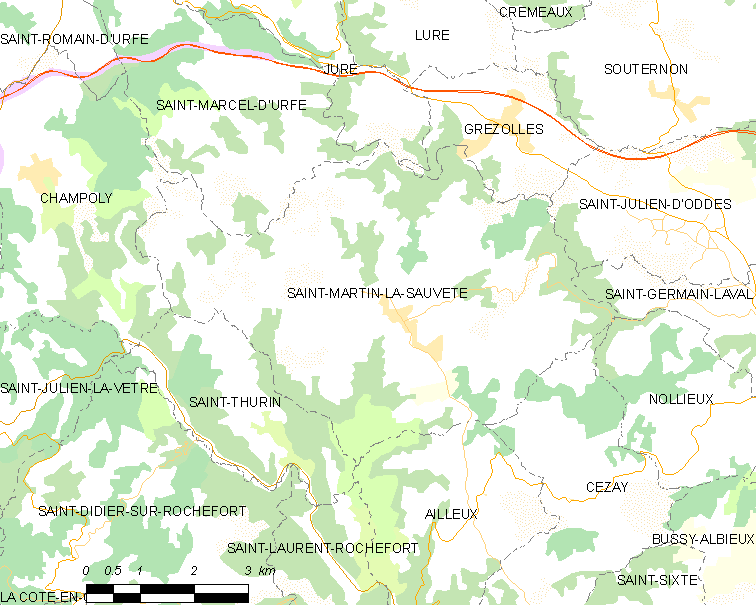
圣马丹拉索沃泰的OSM定位图

## 行政
圣马丹拉索沃泰的邮政编码为42260，INSEE市镇编码为42260。

## 政治
圣马丹拉索沃泰所属的省级选区为利尼翁河畔博安县。

## 人口

1962-2008年间圣马丹拉索沃泰人口变化图示

圣马丹拉索沃泰于2022年1月1日时的人口数量为870人。

## 交通
卢瓦尔省省道D20线、D26线和D28线在镇中心交汇。